# Honschaft Ellscheid
Die Honschaft Ellscheid war bis zum 19. Jahrhundert eine der untersten Verwaltungseinheiten der bergischen Gemeinde Ellscheid in der Bürgermeisterei Haan im Kreis Elberfeld des Regierungsbezirks Düsseldorf innerhalb der preußischen Rheinprovinz. Zuvor gehörte die Honschaft ab ca. 1363 zum Amt Mettmann im Herzogtum Berg.
Zu der Honschaft gehörten laut dem Schatz- und Lagerbuch des Amtes Mettmann im 17. und 18. Jahrhundert folgende Ortschaften und Wohnplätze: Wolffartz elp mit Klein Krickes, Unden Elscheidt, Oben Kampes, Tüscherste Elp, Underste Elp, Oben Elscheidt, baultschen guth mit backhauß, Pitter oben zu Klophaußen, Underst Klophaußen, Underst Kamphauß, Underste Krickes, Oberste Mannert, Adolff Mannert, Tüscherste Mannert mit Koetg., Jacob Vogelsang, Jürgen Klophaußen mit leibzuchthauß, Das hoeffgen, Das Schalbroch, stintgen holtes, Engel holtes, Plengers holtes, Rollenders Mannert, Klein Krickhauß, Underste u. oberste Eickert, Klieffen Windtfoch, Die andere Windtfoch, Die bratzheeg, Der gelle Koth.
Laut der Statistik und Topographie des Regierungsbezirks Düsseldorf von 1832 gehörten zu der Honschaft folgende Ortschaften und Wohnplätze: Ellscheid, Mahnert und Windfoch.
Mit der Gemeinde-Ordnung für die Rheinprovinz wurde 1845 die Honschaft in die Gemeinde Ellscheid umgewandelt.